# Eviscerazione

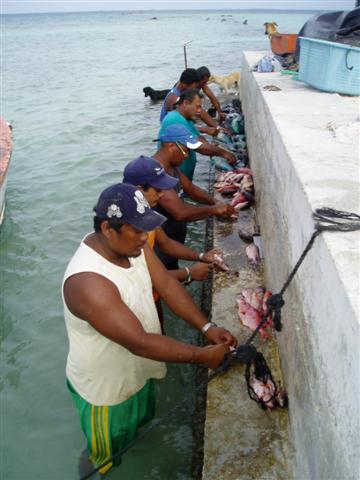
Pescatori della Polinesia francese durante l'eviscerazione di alcuni pesci.

L'eviscerazione è un'operazione che si esegue in macelleria o in cucina e consiste nell'apertura dell'addome o altre cavità di animali e nell'asportazione dei visceri o altri organi interni.
Sugli animali di grandi dimensioni bovini, suini, equini, ovini e caprini si effettua nel mattatoio nel corso della macellazione. 
Sugli animali piccoli come polli, conigli o pesci può essere effettuata direttamente in cucina. 
Nel caso degli animali da carne, i visceri (comunemente detti frattaglie) costituiscono il cosiddetto "quinto quarto" e vengono venduti in macelleria; per il cambiamento delle abitudini alimentari, il loro consumo non è più diffuso come una volta, limitandosi a privilegiare alcuni organi (soprattutto fegato e cuore).